# Noréaz–Praz des Gueux
Noréaz–Praz des Gueux est le nom d'un site palafittique préhistorique des Alpes, situé sur les rives du lac de Seedorf sur la commune de Noréaz dans le canton de Fribourg, en Suisse.
Le site a été classé le 27 juin 2011 au patrimoine mondial de l'UNESCO avec 110 autres sites lacustres du Néolithique dans les Alpes.